# Diapozitív

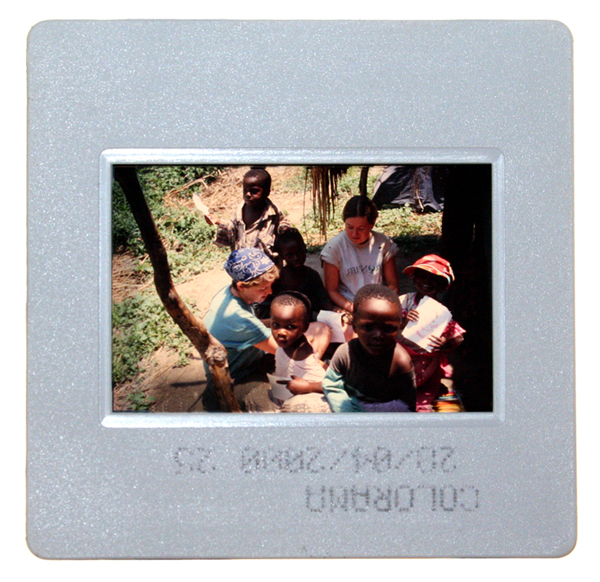
Egy diapozitív hátulnézetből

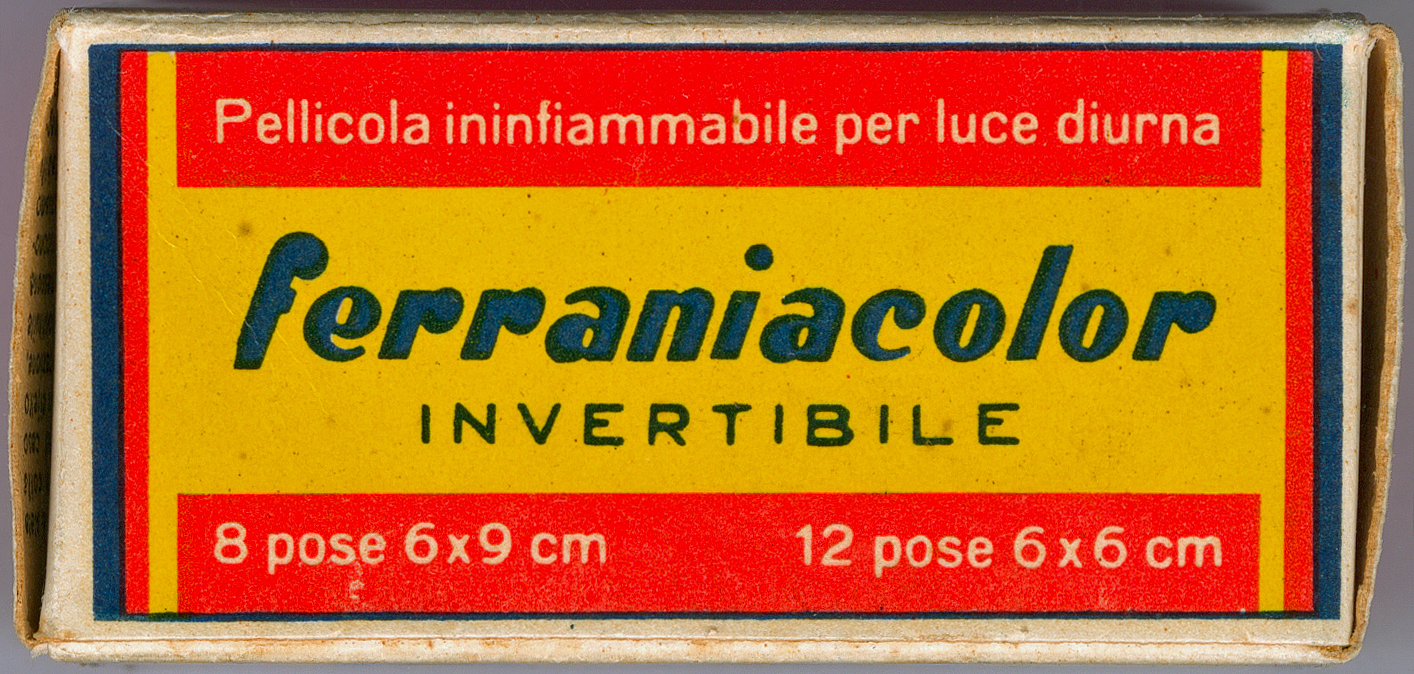
Diapozitív film Ferraniacolor, 1957

A fordítós film vagy diapozitív (röviden dia) egy összefoglaló név, minden átlátszó alapon készült, átnézetben szemlélhető vagy vetíthető pozitív képet így neveznek.

## Története
Amerikában Leopold Mannes és Leopold Godowsky állította elő először, 1933-ban. A szabadalmat megvette a Kodak gyár és 1935-től Kodachrome néven forgalmazta.
1934-ben Wilhelm Schneider Németországban szintén előállított egy többrétegű színes fordítós anyagot, amit 1936-tól a német Agfa cég Agfacolor néven forgalmazott. Ez a szabadalom a második világháború után felszabadult, több világcég (köztük a Kodak is) átvette és részben beépítette saját későbbi filmjeibe.
Lényegében e két filmtípus (Kodachrome és Agfacolor) tette lehetővé a színes fényképezés tömeges elterjedését.

## Az eljárás
Mivel a diapozitív nemcsak színes fordítós filmet jelent, hanem minden átlátszó vagy áttetsző anyagra készített pozitív képet, ezáltal sokféle anyagra és sokféle módon készülhetett, a kollódiumos, illetve albuminos üvegnegatívoktól a későbbi klórezüst zselatin, klórbrómezüst zselatin, brómezüst zselatin és pigment eljárásig igen változatos módon és méretben készültek.
Magát a diapozitívat kétféleképpen lehet létrehozni: vagy meglévő negatívról kontaktmásolással, kicsinyítéssel, nagyítással, pigmenteljárással, vagy közvetlenül ún. fordítós filmre, amely negatív közbeiktatása nélkül tud ilyen képet alkotni.
Felhasználása elsősorban szemléltetés, ismeretterjesztés céljára, ablakdísznek, lámpaernyőnek, vagy edények, porcelánok fotóihoz, a művészi célú képeknek is sokáig ez volt az egyik legfontosabb megjelenési formája (lásd vetítőestek). Több eljárás köztes anyagaként is használták, például kis méretű negatívok nagyobbításához.

## Anyaga
Gyakorlatilag bármilyen módon készülhetett, leggyakrabban kollódiumos vagy albuminos üvegnegatív, klórezüst zselatin, klórbrómezüst zselatin, brómezüst zselatin vagy pigment eljárással készítették.

### Méretei
A legkisebb használt méret a 16 mm-es filmszalagra készített 9,6x7,16 mm-es. A 35 mm-es filmszalagra 18x24 és 24x36 mm-es diák készülhetnek. Gyakori még az 54x54 mm-es, a 73x73-as, illetve a 73x88-as diaméret is. A régebbiek lehetnek 100x100, 90x120, 130x180 mm-es méretűek, de nem ritka az ezeknél nagyobb sem.